# Sliwino
Sliwino (ros. Сливино, pol. Śliwin, Śliwino) – wieś w Rosji, w obwodzie smoleńskim, w rejonie monastyrszczinskim. 
W 1818 w Śliwinie urodził się Adam Honory Kirkor.